# Tanche
Tinca tinca
Pour les articles homonymes, voir Tanche (homonymie).
Genre
Espèce
Statut de conservation UICN

 LC  : Préoccupation mineure
La tanche (du gaulois tinca (Tinca tinca)) est un poisson d'eau douce de la famille des cyprinidés qui se rencontre en Eurasie.  Importée illégalement au Québec depuis l'Allemagne en 1986, on la retrouve désormais dans le fleuve Saint-Laurent depuis 2005.

## Description

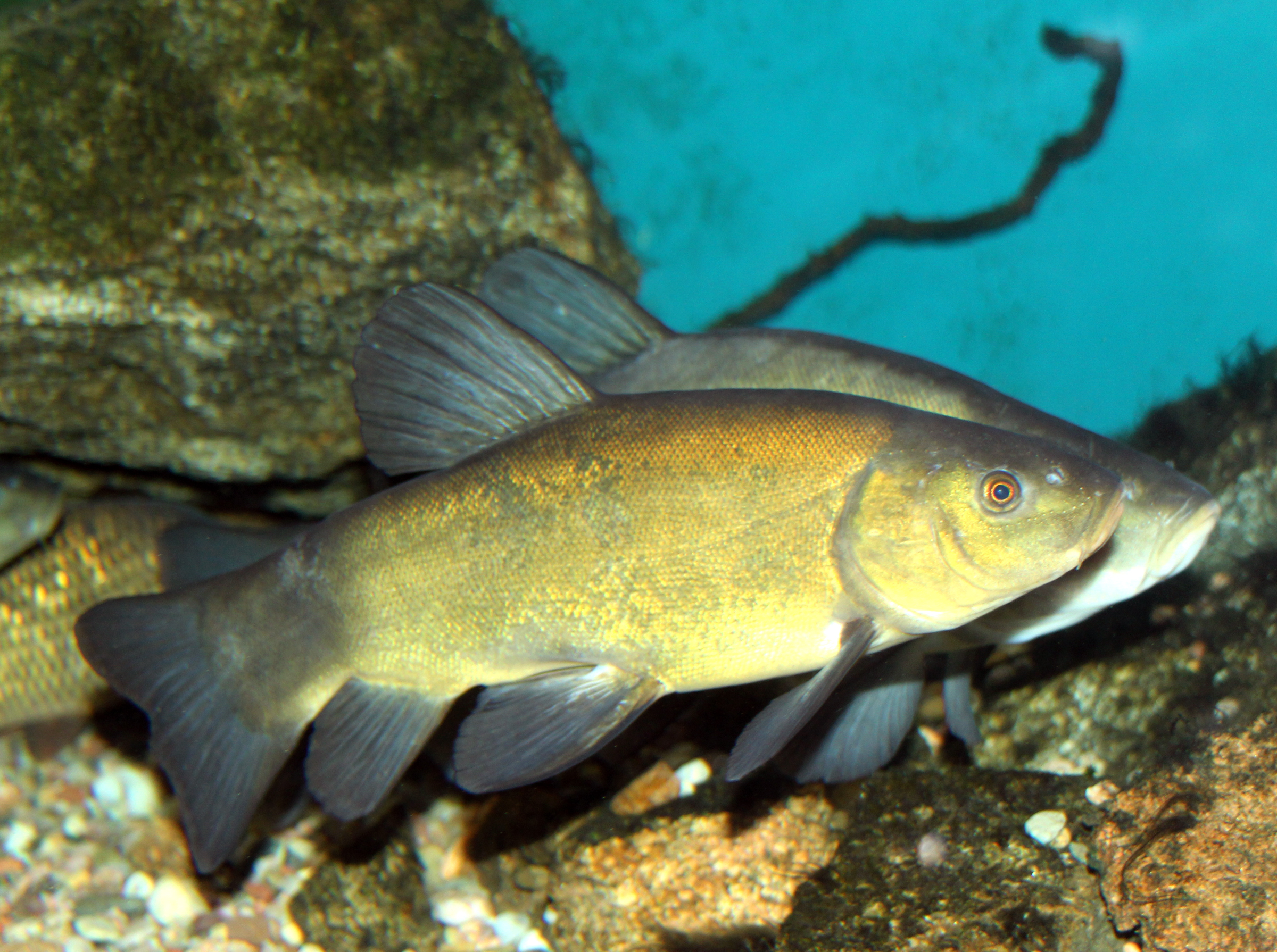
Tanches en aquarium

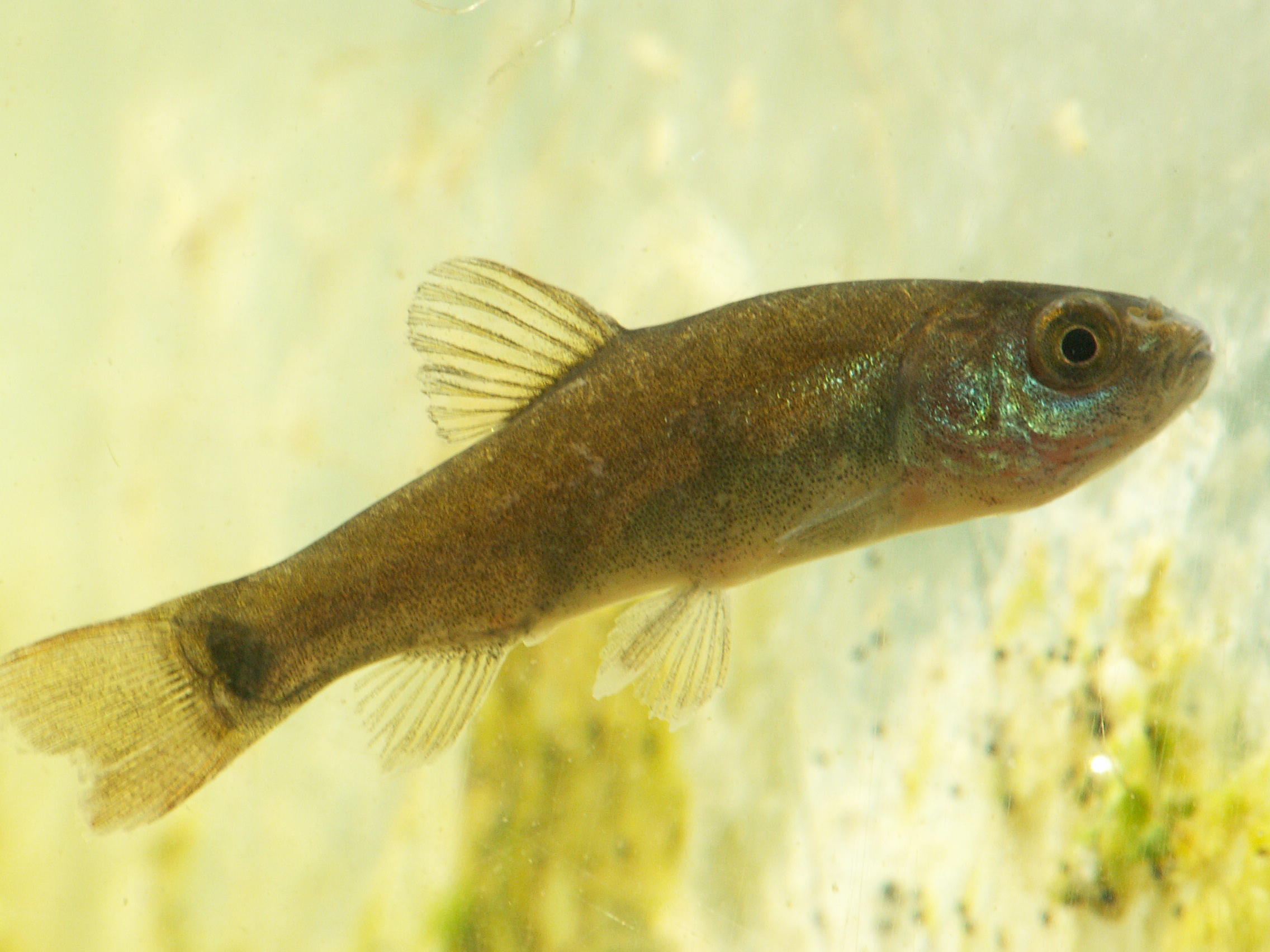
Juvénile

La tanche a une forme allongée et sa peau, recouverte d'un épais mucus, est de couleur verte, vert sombre à jaune doré. Elle peut mesurer jusqu'à 70 cm pour un poids maximal publié de 7,5 kg.

## Habitat, répartition
On la trouve dans les eaux calmes aux fonds vaseux et à la végétation dense, des cours d'eau larges et lents, dans les bras morts, dans les lacs et les étangs aux endroits peu profonds ou dans les cours d'eau sans courant. 
Son aire de répartition concerne toute l'Europe, y compris les îles Britanniques, le bassin de l'Ob et le bassin du Ienisseï et a été observée occasionnellement dans le lac Baïkal. Elle a été introduite en Amérique du Nord, Afrique du Sud et en Australie (Rosa, 1958).

## Comportement, régime alimentaire
C'est un poisson peu grégaire qui vit en petit groupe ou solitaire. L'hiver, il vit au ralenti et s'enfouit dans la vase.
Son alimentation est composée de petits mollusques, larves d'insectes, vers, et débris de végétaux ; c'est un poisson fouilleur à la bouche munie de barbillons (filaments tactiles).

## Reproduction
Sa période de reproduction s'étend de juin à août, dans les eaux calmes, peu profondes, riches en végétaux aquatiques. La femelle pond entre 300 000 et 800 000 œufs de couleur verte et collants.

## Anecdotes
- Dans le calendrier républicain appliqué après la Révolution française, le jour de la Tanche est le 25e jour du mois de Prairial[4].
- nom de la variété d'olives récoltée à Nyons. (AOP)
- Le terme tanche désigne péjorativement une personne que l'on trouve idiote.